# Medazepam
Medazepam é um fármaco da classe dos benzodiazepínicos. É utilizado pela medicina devido suas propriedades ansiolíticas, relaxantes musculares, sedativas e anticonvulsionantes. No Brasil, está sujeito a notificação de receita tipo B de cor azul.

## Propriedades
Possui rápida absorção pelo trato gastrintestinal e as concentrações plasmáticas máximas ocorrem após 2 horas da administração. A DL50 em ratos do medazepam através da via oral é de 1000 mg/kg.